# Vælte køer
 Der er for få eller ingen kildehenvisninger i denne artikel, hvilket er et problem. Du kan hjælpe ved at angive troværdige kilder til de påstande, som fremføres i artiklen.

At vælte køer eller kovæltning er en vandrehistorie. Den mest populære version af historien går på, at det efter sigende er en populær underholdningsform på landet at vælte køer. Ideen er at liste sig hen til en ko, som står op og sover, for så derefter at skubbe til dyret, så det vælter. En variation af historien hævder, at koen efterfølgende ikke selv kan komme op at stå igen.
En populær version af historien bygger på en forudsætning om, at en sovende ko læner sig op imod vinden for at undgå at vælte. Den, som ønsker at vælte koen, kan liste sig op og skubbe på koens side, så den dermed læner sig endnu mere mod, hvad den tror er vinden. Når man har øget presset på koen, således at man bruger hele sin kropsvægt, vil man ved at flytte sig hurtigt afstedkomme, at koen vælter, grundet det pludseligt manglende pres.

## Tegn på, at man ikke kan vælte køer
Udgangspunktet for at vælte køer skulle være, at koen sover og er ubevidst om ens tilstedeværelse. Køer har en god hørelse og vågner nemt. Måske bliver den ikke bange for, at du vil vælte den, men vil formentlig alligevel flytte sig væk fra én, den ikke kender.
Der er ingen beviser for, at det kan lade sig gøre i virkeligheden, udover nogle usikre øjenvidneberetninger. Ligeledes er der en række problemer ved historien om at vælte køer. I modsætning til heste, så låser køer ikke deres ben, når de sover. Køer ligger ned når de sover, og deres søvn er ganske let og de lader sig let forstyrre, typisk af dyr, som angriber flokdyr som køer. Køer sover kun kort tid med regelmæssige intervaller henover hele døgnet, hvilket betyder, at der altid er vågne og årvågne dyr i ko-flokken. Køers synsfelt er større end menneskers og de har både god hørelse og lugtesans, således at de er svære at snige sig ind på. Hvis de bliver forstyrret, signalerer de hurtigt til resten af flokken at noget er galt.
Køer er store dyr og ville fysisk være svære at vælte selv for flere personer, som arbejder sammen. En voksen ko kan være 1,5 meter høj og veje mellem 540 og 900 kilo. Til sammenligning vejer en sumo-bryder typisk omkring 140 kg.  
Varianter af historien hævder, at hvis man vælte en ko, vil den faktisk dø af det. Selvom en ko kan dø, hvis den bliver forhindret i at stå op igennem længere tid, så vil den ikke dø af kortvarigt at ligge på ryggen. Typisk vil en ko, som kommer ned på ryggen, være i stand til at rejse sig op igen ved egen kraft.
Nogle versioner af historien søger at omgå ovenstående indvendinger, f.eks. ved at hævde, at selvom køer ligger ned for at drømme, så kan de stadigvæk døse, mens de står op. Andre henviser til et dokument fra University of British Columbia, hvori det udregnes, at under specielle omstændigheder vil 5 mennesker kunne vælte en ko; dog vil en sådan situation være så usandsynlig, at de ovenstående fakta betegner det som værende en skrøne.
Endelig ville det være potentielt farligt at forsøge at vælte en ko. På trods af dyrets ry som værende roligt, og selvom det bevæger sig langsomt, kan det sagtens skade et menneske, hvis det bliver provokeret eller bliver nervøst. En flok køer eller ligefrem en tyr (nem at forveksle med en ko i mørke) kunne være endnu farligere. Derudover er det almindeligt for landmænd at holde malkekøerne indendørs og sende drægtige køer på græs for at kælve. Hvis man forsøger at vælte køer på ejendomme, hvor de fleste køer er indendørs, er der derfor stor chance for, at dén, man prøver at vælte, er gravid, hvorved man risikerer at skade kalven.

## Tegn på, at man kan vælte køer
Den engelske avis The Times bragte den 8. november 2005 to læserbreve om emnet, bl.a. et som tilsyneladende beskriver en metode til at gøre det, hvis man er tre mennesker om det. Dette er i forlængelse af tidligere diskussion af samme emne i avisen.
En canadisk læser skrev:
Saml fire personer og tag til Bolton, Canada (Bolton ligger nordøst for Toronto)
To personer stiller sig på hver side af koen
Koen vil vågne, inden du kommer tæt på
Det ene par starter med at skubbe på den ene side
Det andet par skubber så i modsat retning, når koen bliver overrasket
Sådan gør man det
En læser fra Hawaii skrev:
Det kan sagtens lade sig gøre at vælte en ko, det er nemt og jeg har gjort det. Det kræver tre personer (men vær meget stille), en person på den ene side og to på den anden. Den person, der står alene, starter med at skubbe, og når koen forsøger at korrigere herfor, skubber de to andre hårdt til, hvorefter koen vælter. Det er nemt!
En læser, som er doktor ved University of Cambridge, mener desuden, at en person kan vælte en ko; det kræver blot et tilløb. Jeg har regnet ud, at en person på 80 kilo kun behøver at ramme koen med 18 km/t for at vælte den".